# Венерк
Вене́рк (фр. Venerque, окс. Venèrca) — коммуна во Франции, находится в регионе Юг — Пиренеи. Департамент — Верхняя Гаронна. Входит в состав кантона Отрив. Округ коммуны — Мюре.
Код INSEE коммуны — 31572.

## География

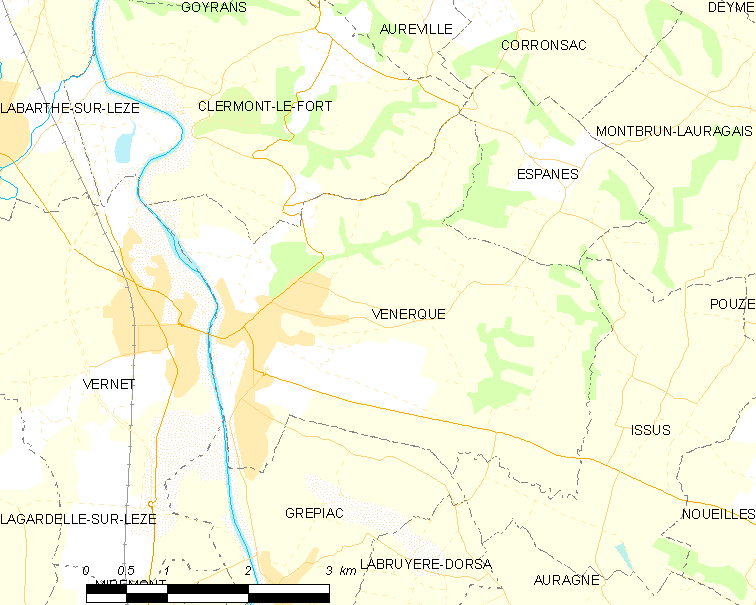
Карта коммуны

Коммуна расположена приблизительно в 610 км к югу от Парижа, в 19 км к югу от Тулузы.
На западе коммуны протекает река Арьеж.

## Климат
Климат умеренно-океанический. Зима мягкая и снежная, весна характеризуется сильными дождями и грозами, лето сухое и жаркое, осень солнечная. Преобладают сильные юго-восточные и северо-западные ветры.

## Население
Население коммуны на 2010 год составляло 2612 человек.
| 1962 | 1968 | 1975 | 1982 | 1990 | 1999 | 2010 |
| ---- | ---- | ---- | ---- | ---- | ---- | ---- |
| 1022 | 1274 | 1510 | 1907 | 2158 | 2327 | 2612 |

## Администрация
| Период | Период | Фамилия         | Партия                  | Примечания                                    |
| ------ | ------ | --------------- | ----------------------- | --------------------------------------------- |
| 1944   | 1953   | Жермен Мерик    |                         |                                               |
| 1953   | 1971   | Роже Франказаль |                         |                                               |
| 1971   | 1977   | Жан Декло       |                         |                                               |
| 1977   | 1989   | Жан-Жак Арно    | Социалистическая партия |                                               |
| 1989   | 2008   | Элен Бретон     | Социалистическая партия | вице-президент регионального совета           |
| 2008   | 2020   | Мишель Дювьель  | Социалистическая партия | президент сообщества коммун Лез-Арьеж-Гаронна |

## Экономика
В 2010 году среди 1602 человек трудоспособного возраста (15—64 лет) 1194 были экономически активными, 408 — неактивными (показатель активности — 74,5 %, в 1999 году было 71,7 %). Из 1194 активных жителей работали 1097 человек (571 мужчина и 526 женщин), безработных было 97 (45 мужчин и 52 женщины). Среди 408 неактивных 166 человек были учениками или студентами, 128 — пенсионерами, 114 были неактивными по другим причинам.

## Достопримечательности
- Церковь Святых Петра и Фебада (XII век). Исторический памятник с 1840 года[4]

## Фотогалерея

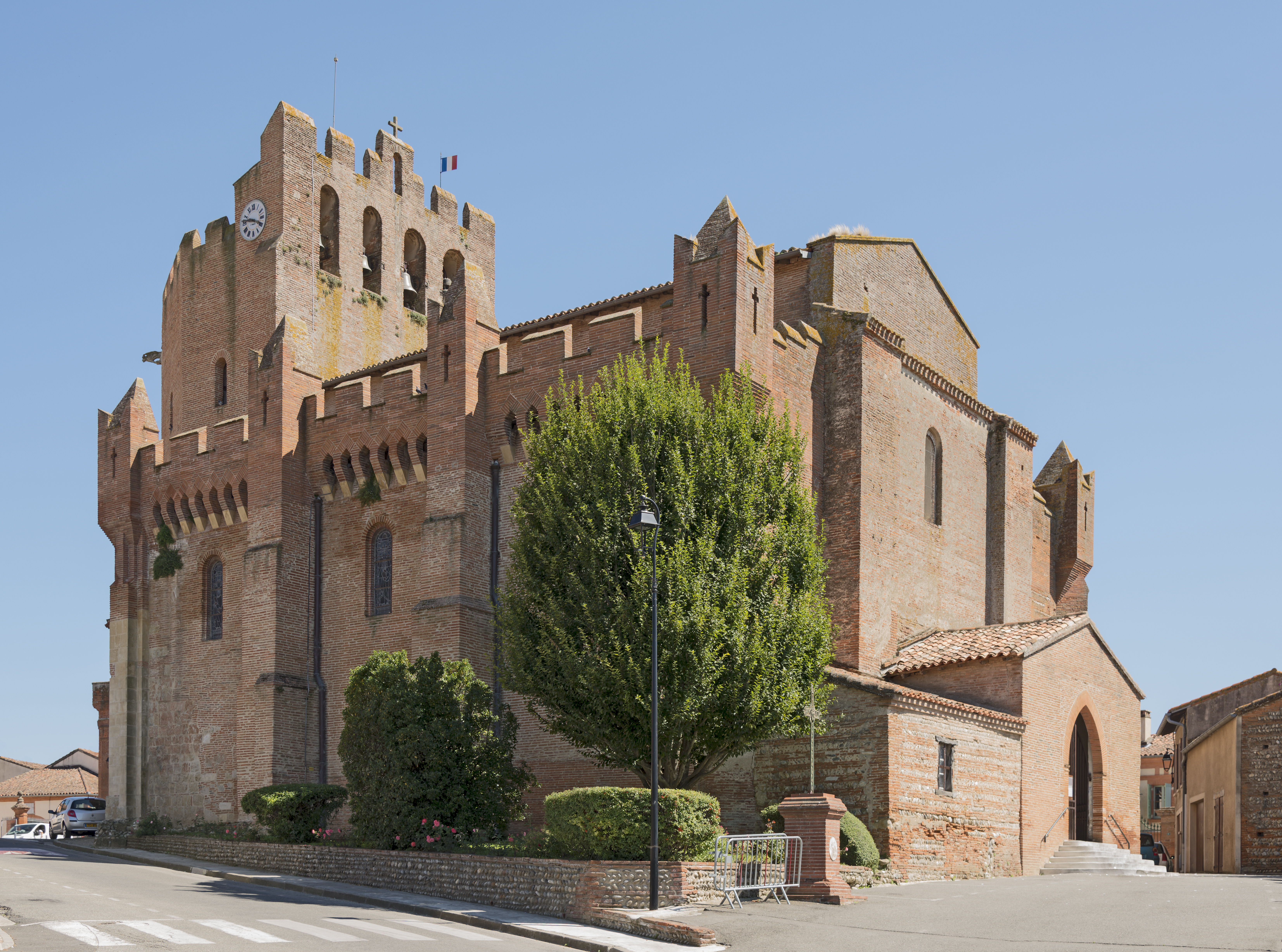
Церковь Святых Петра и Фебада
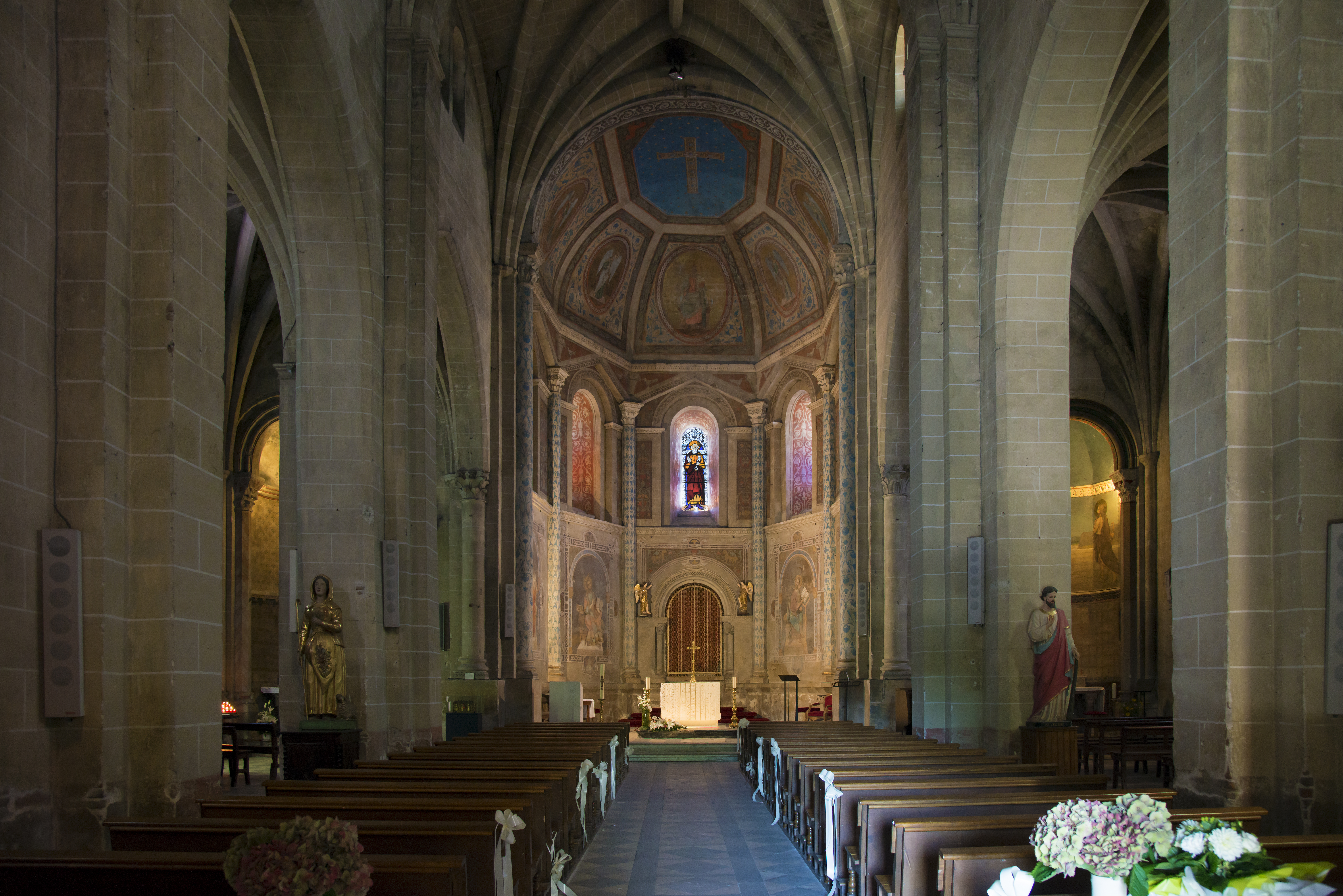
Интерьер церкви Святых Петра и Фебада
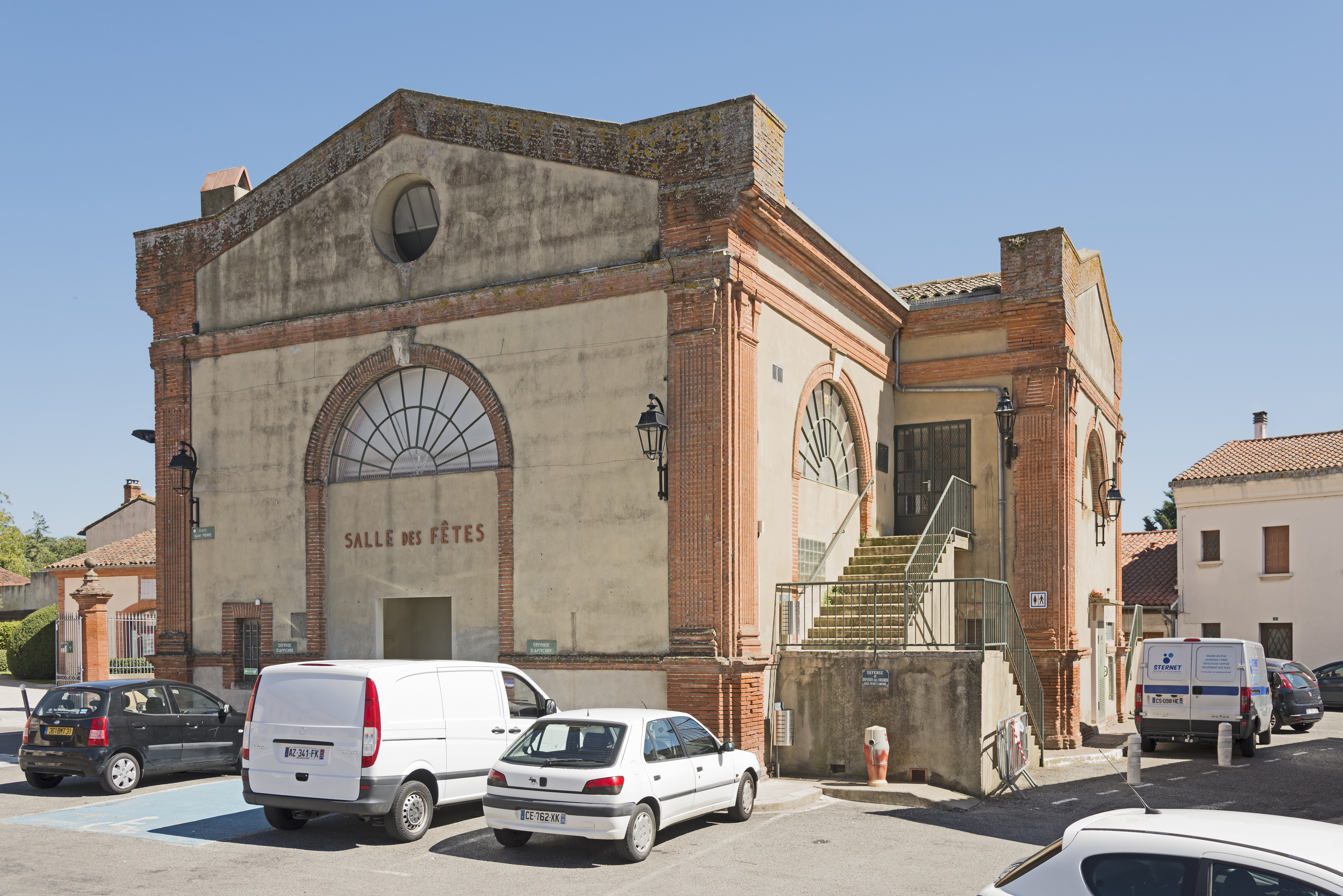
Зал для торжественных мероприятий (бывший рынок)
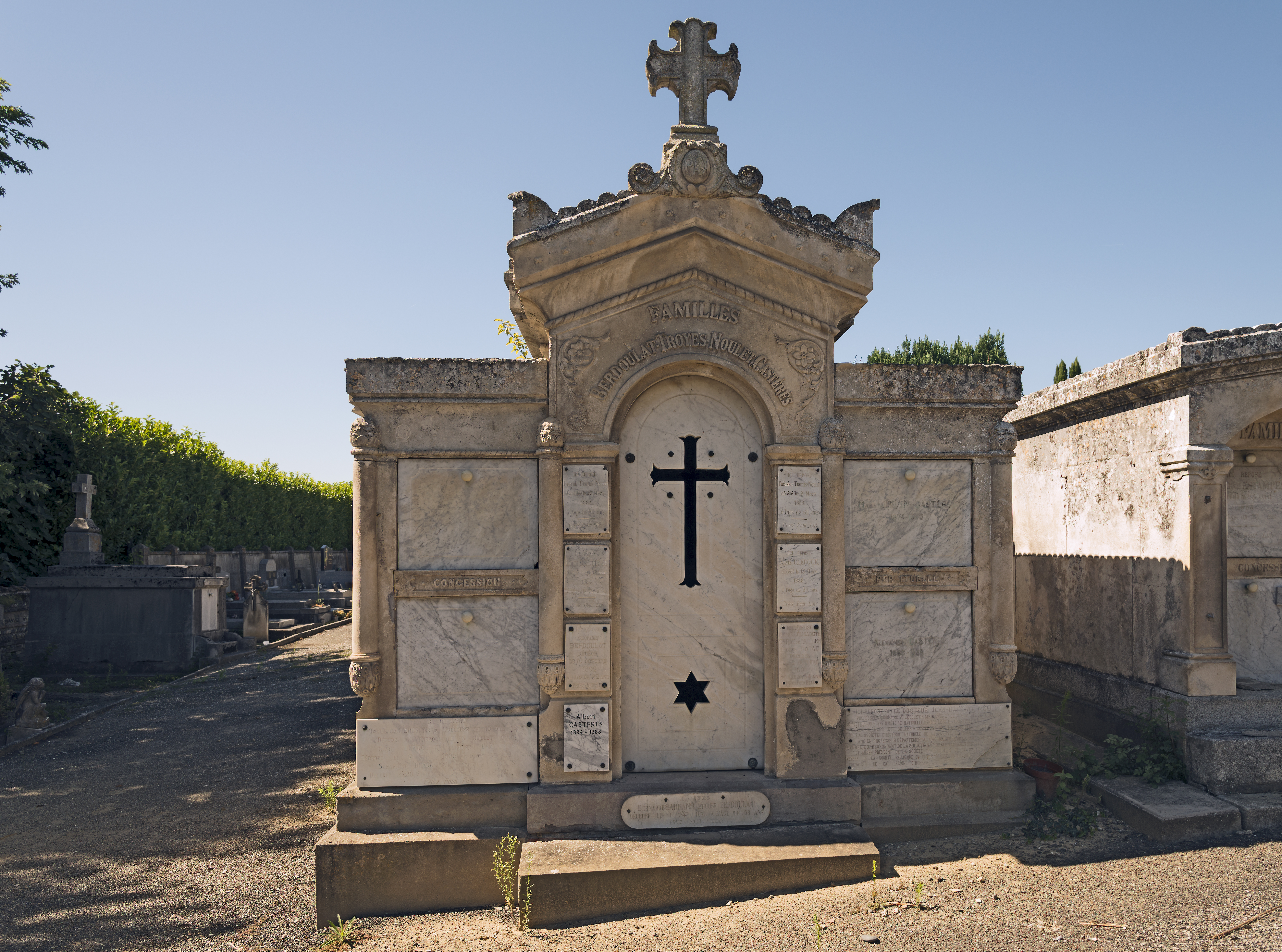
Могила Жана-Батиста Нуле[англ.]
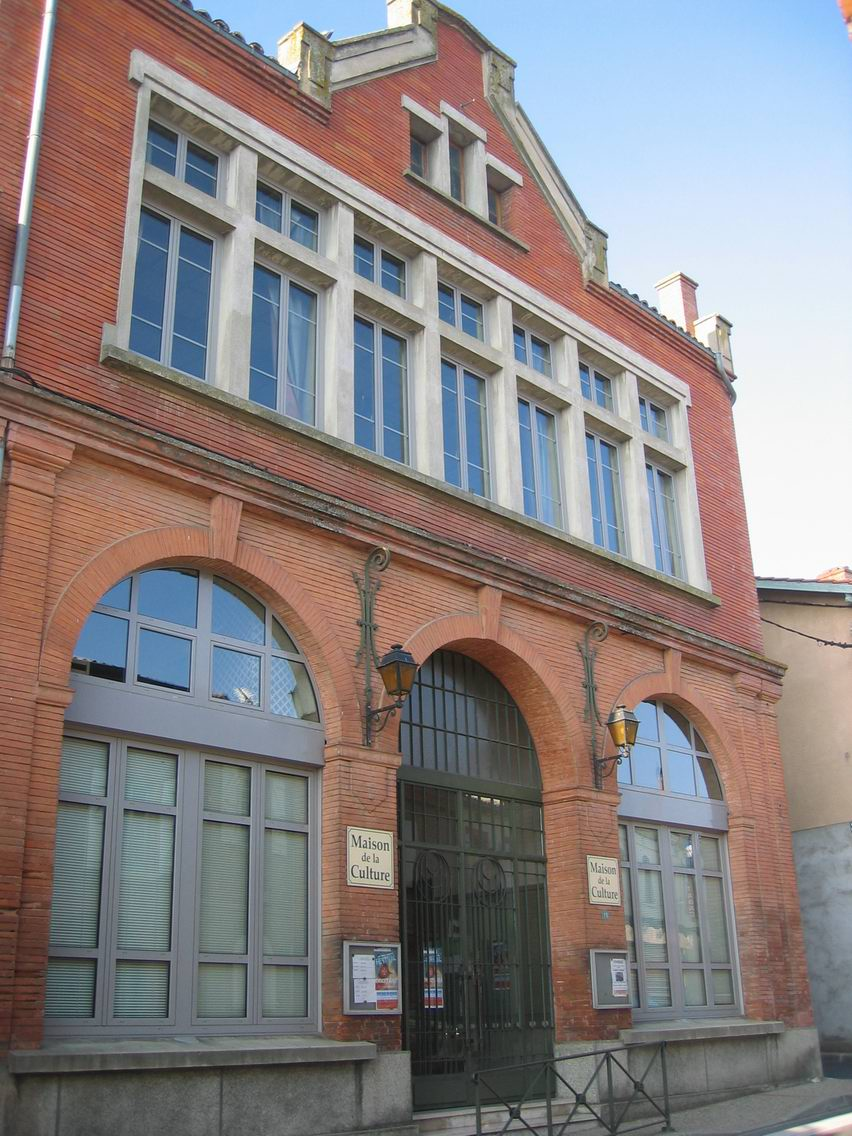
Дом культуры